# St. Peter und Paul (Frýdek-Místek)

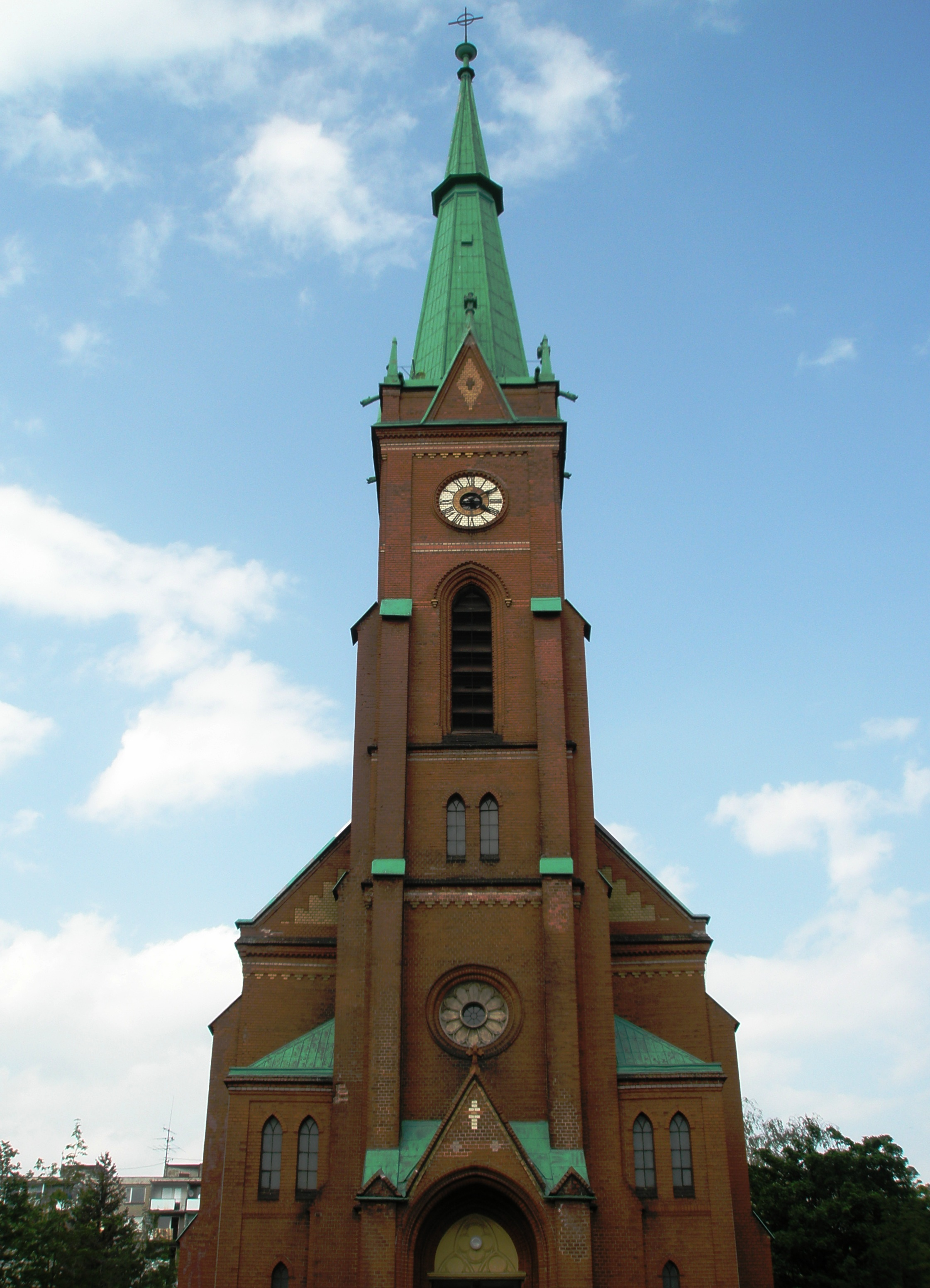
St. Peter und Paul in Friedek-Mistek

St. Peter und Paul ist die evangelische Kirche von Frýdek-Místek (deutsch Friedek-Mistek) im Moravskoslezský kraj in Tschechien. Sie gehört zur Schlesischen Evangelischen Kirche A.B. in Tschechien.
Mit der Industrialisierung und dem Bau der Carlshütte erfolgte ab 1860 ein Zuzug vornehmlich evangelischer Arbeiter und Angestellter aus dem benachbarten Preußisch Schlesien, für die von 1910 bis 1911 eine Kirche errichtet wurde. Nach dem Projekt des Architekten Jan Pohl entstand eine Backsteinkirche in neugotischen Formen mit einem markanten Turmbau. Der mit Emporen ausgestattete Innenraum wird von einem Kreuzrippengewölbe überdeckt. Als eine technische Besonderheit weist die Kirche eiserne Fenstermaßwerke auf.